# Hohenstadt (Pommelsbrunn)
Hohenstadt ist ein Gemeindeteil der Gemeinde Pommelsbrunn im Landkreis Nürnberger Land (Mittelfranken, Bayern). Die Gemarkung Hohenstadt hat eine Fläche von 11,338 km². Sie ist in 1844 Flurstücke aufgeteilt, die eine durchschnittliche Flurstücksfläche von 6148,53 m² haben. In ihr liegt neben dem namensgebenden Ort der Gemeindeteil Kleinviehberg.

## Geografische Lage
Das Pfarrdorf liegt an der Straße von Hersbruck nach Vorra am Fuß des Bergrückens Hohenstädter Fels und wird südlich vom Talgrund der Pegnitz als natürliche Grenze und von der Bahnstrecke Nürnberg–Cheb begrenzt. Südlich des Ortskerns mündet der Högenbach in die Pegnitz.

## Geschichte
Die erste urkundliche Erwähnung Hohenstadts datiert vom 21. Februar 1307, wie zwei Kopialbücher des Staatsarchivs Bamberg dokumentieren. Es ging damals um einen Streit um den Zehnt von Hohenstadt zwischen dem Stiftspropst Friedrich von Truhendingen und dem Dechanten Friedrich vom Stift St. Gangolf, in dem Bischof Wülfing von Bamberg bekundete, „daß der zehnt von hohenstat dem Dechant und Kapitel von St. Gangolf (Bamberg) gehöre“. Im Jahr 2007 feierten daher die Hohenstädter ihr 700-Jahr-Jubiläum. Allerdings gibt es auf dem Hohenstädter Fels schon viel ältere Siedlungsspuren. An der rückwärtigen Seite führt der ca. 55 m lange Wall einer Wehranlage um den Gipfel. Die von Archäologen ausgegrabenen Schichten und Funde wurden in den Ausgang der älteren Eisenzeit datiert (550–450 v. Chr.) Der Zweck der Wehranlage war auch Namensgeber für die Gemeinde: das Grundwort „stat“ bedeutet „Stelle, Platz, auch Wohnstätte“ (Zillinger). Es handelte sich bei der Siedlung um eine „hohe-statt“ oder hoch gelegene Stätte.
Ursprünglich befand sich Hohenstadt im Besitz des Hochstifts Bamberg. Vom 15. Jahrhundert (als es 1425 in einem markgräflichen Urbar beurkundet wurde) bis zum Beginn des 19. Jahrhunderts gehörte der Ort zum Territorium des Fürstentums Bayreuth (bzw. auch Markgraftum Brandenburg-Bayreuth genannt) und bildete zusammen mit Kleinviehberg und Reckenberg eine Enklave im Pflegamt Hersbruck der Reichsstadt Nürnberg. Es wurde in dieser Zeit vom markgräflichen Oberamt Osternohe verwaltet, das sowohl die Dorf- und Gemeindeherrschaft, als auch die Hochgerichtsbarkeit über den Ort ausübte (wobei letztere von der Reichsstadt Nürnberg beansprucht wurde).
Die Kapelle St. Wenzeslaus gehörte ursprünglich zur Pfarrei Altensittenbach, später erfolgte die kirchliche Betreuung von der Hersbrucker Pfarrei aus. 1402 wurde die Kapelle erstmals erwähnt. Die Kapelle wurde 1722 abgerissen und die heutige Kirche erbaut. Hohenstadt wurde 1528 nach Einführung der Reformation eine eigene Pfarrei 1796 fand bei Hohenstadt ein hitziges Gefecht zwischen kaiserlichen Reitern und der französischen Armee unter General Jourdan statt.
1791 wurde Hohenstadt preußisch, 1803 fiel es an das Herzogtum Bayern.
Das Leben in Hohenstadt war lange Zeit von der Landwirtschaft geprägt. Hopfengärten, Ackerbau und Milchwirtschaft bildeten die Stützen des Lebensunterhalts einer bäuerlich strukturierten Bevölkerung. Bahnbau und Industrialisierung führten dann zu großen Veränderungen. Schon in alter Zeit wurde auch Erz abgebaut und verarbeitet; dieser Abbau wurde Mitte des 19. Jahrhunderts intensiviert, später wieder aufgelassen und bekam neuen Aufschwung in der Zeit des Nationalsozialismus infolge der Aufrüstung. 1953 wurde das Bergwerk Hohenstadt)endgültig geschlossen.
Seit 1960 begannen kleinere Unternehmen, sich auf dem früheren Hutanger im Tal niederzulassen. Als wenig später der Bauunternehmer Walter Maisel begann, Dienstleistungsunternehmen anzusiedeln, entstand in mehreren Stufen das heutige PEZ (Pegnitztal-Einkaufszentrum) mit Markgrafensaal und Schützenhaus sowie einem Gesundheitszentrum mit Klinik und Praxen. Seit Mitte des vorigen Jahrhunderts wurden nach und nach Neubaugebiete erschlossen: Weinberg, Rehbühlstraße, Mittelweg, Buchäckergebiet und Kalter Brunnen.
Am 1. Januar 1972 wurden Hohenstadt mit Kleinviehberg im Zuge der Gebietsreform in Gemeinde Pommelsbrunn eingegliedert.

## Kultur und Ortsbild
Zahlreiche Vereine und Initiativen sorgen im Dorf für ein reges Vereinsleben mit vielen Veranstaltungen. Besonders ist hier der Markgrafensaal zu erwähnen, für dessen Betrieb der Kultur- und Trägerverein Markgrafensaal Hohenstadt e. V. sorgt: von der Opern- und Theateraufführung über Kunstausstellungen bis hin zum Volkstanzabend reicht das Spektrum. Neben der Kirche verfügt Hohenstadt über zahlreiche schöne ältere Bauten wie die Fachwerkscheunen von Rosi Meyer oder jene von Schwemmer und Habermann. Auch die Mühle (Happurger Straße 7) im Talgrund nahe beim PEZ gehört dazu. Es sind Denkmäler bäuerlicher Kultur, die dem Ort seinen besonderen Charakter verleihen.

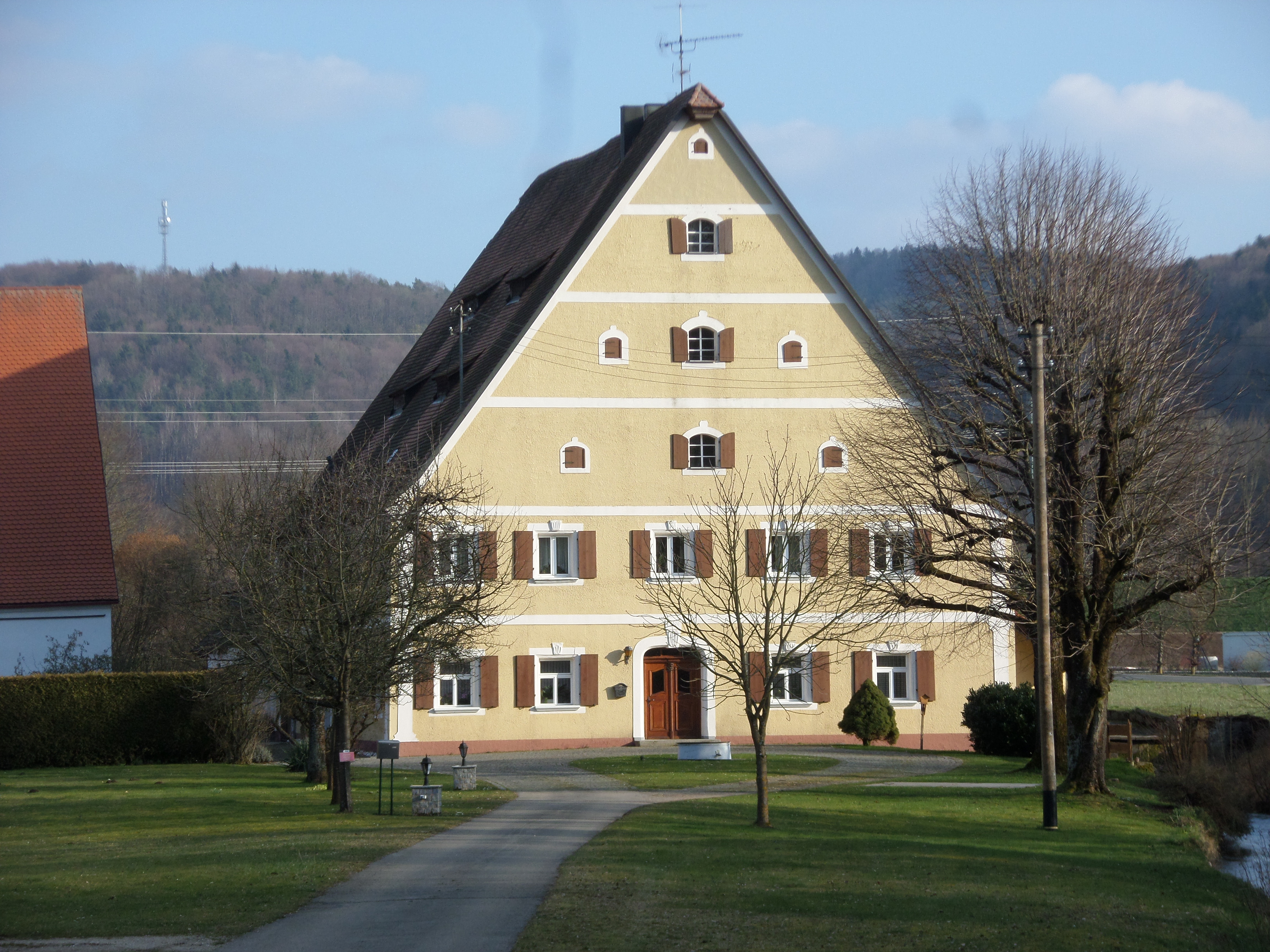
Mühle Happurger Straße 7 D-5-74-147-69
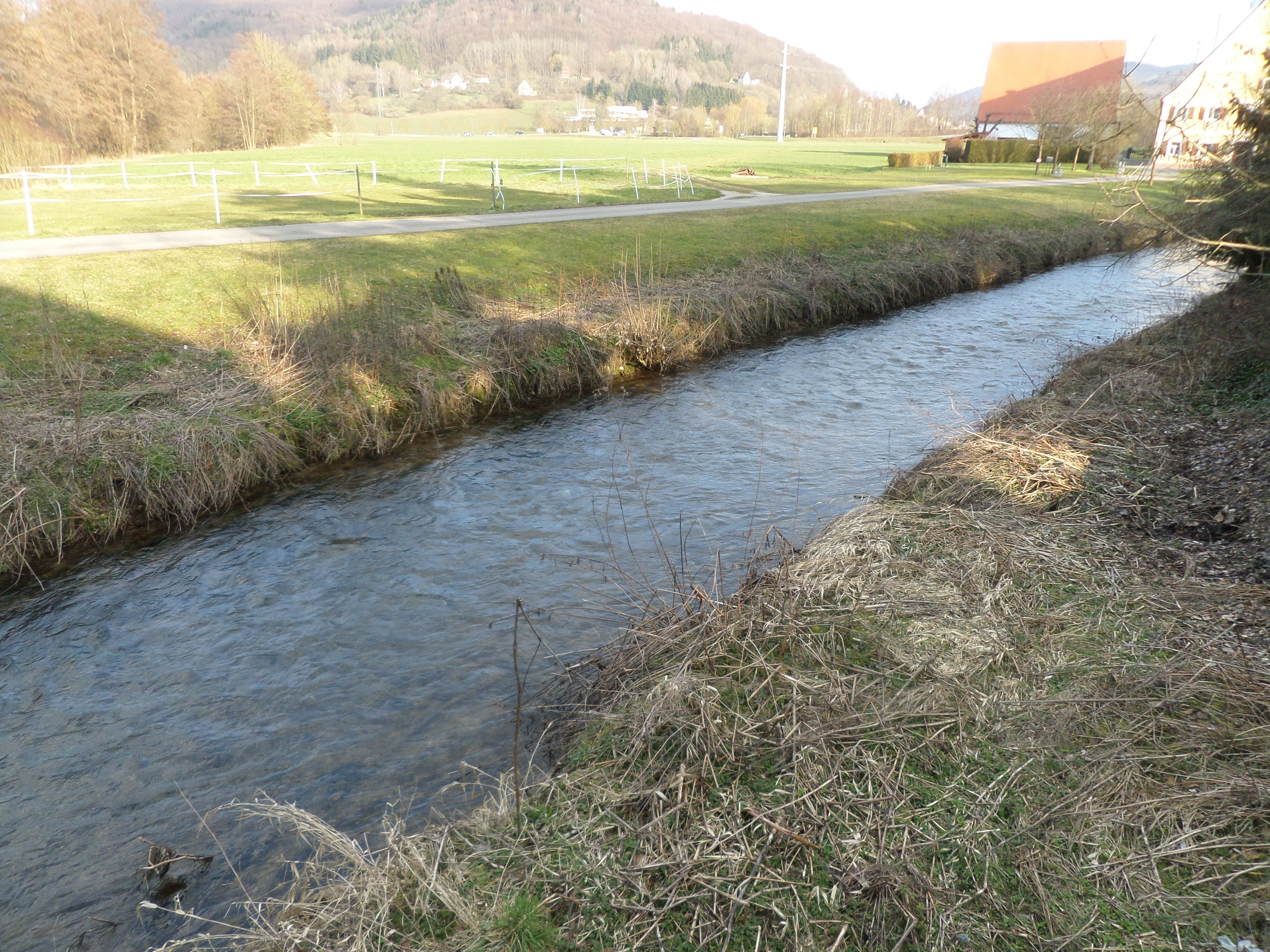
Högenbach kurz vor der Mündung in die Pegnitz
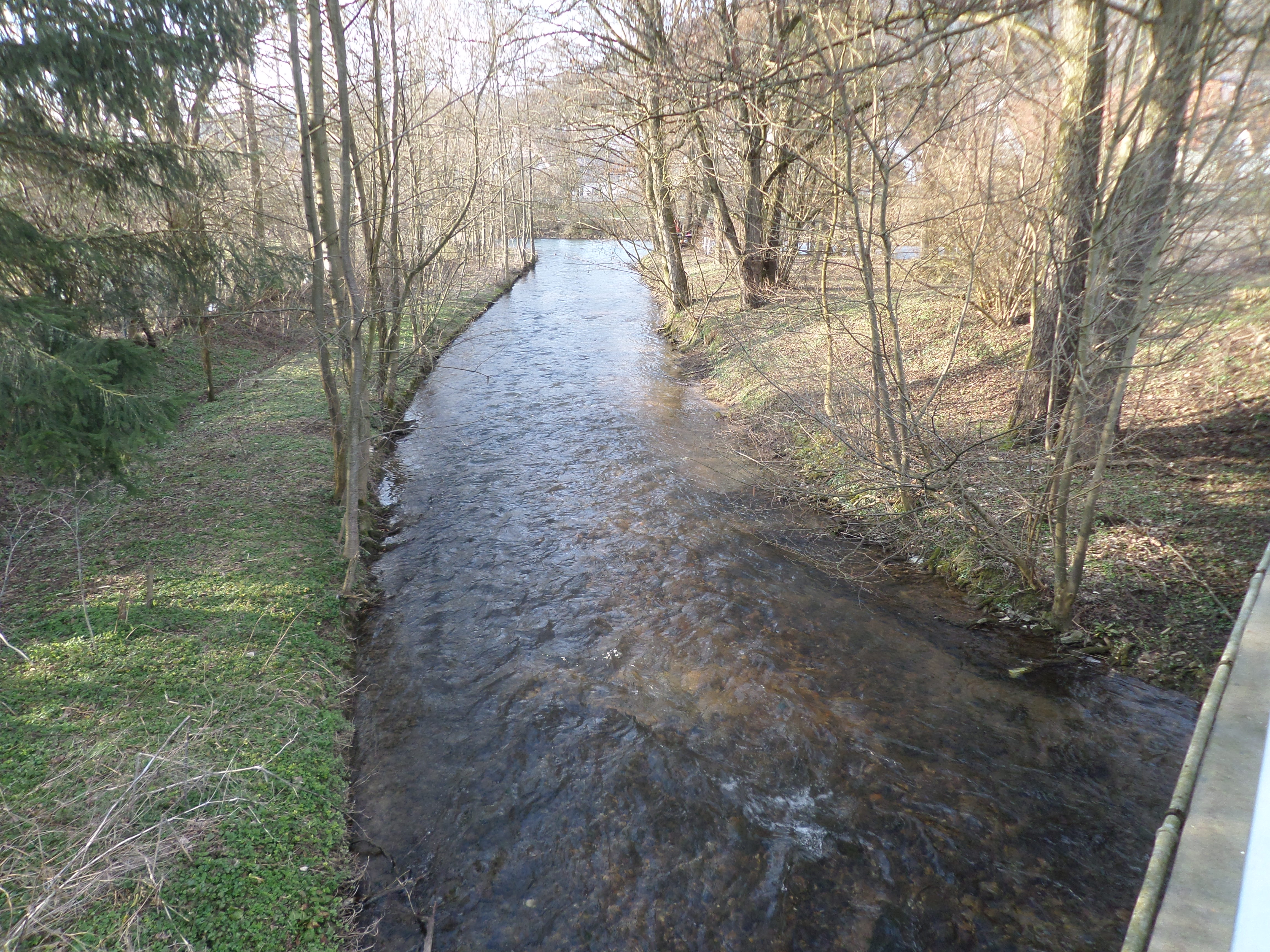
Högenbach Mündung in die Pegnitz (im Hintergrund)

## Persönlichkeiten
- Heinrich Christian Beck (1805–1866), Pfarrer, Heimatforscher und Naturforscher